# Pachycordyle conica
Pachycordyle conica är en nässeldjursart som beskrevs av Paul Torben Lassenius Kramp 1959. Pachycordyle conica ingår i släktet Pachycordyle och familjen Oceanidae. Inga underarter finns listade i Catalogue of Life.